# Boczny Mur

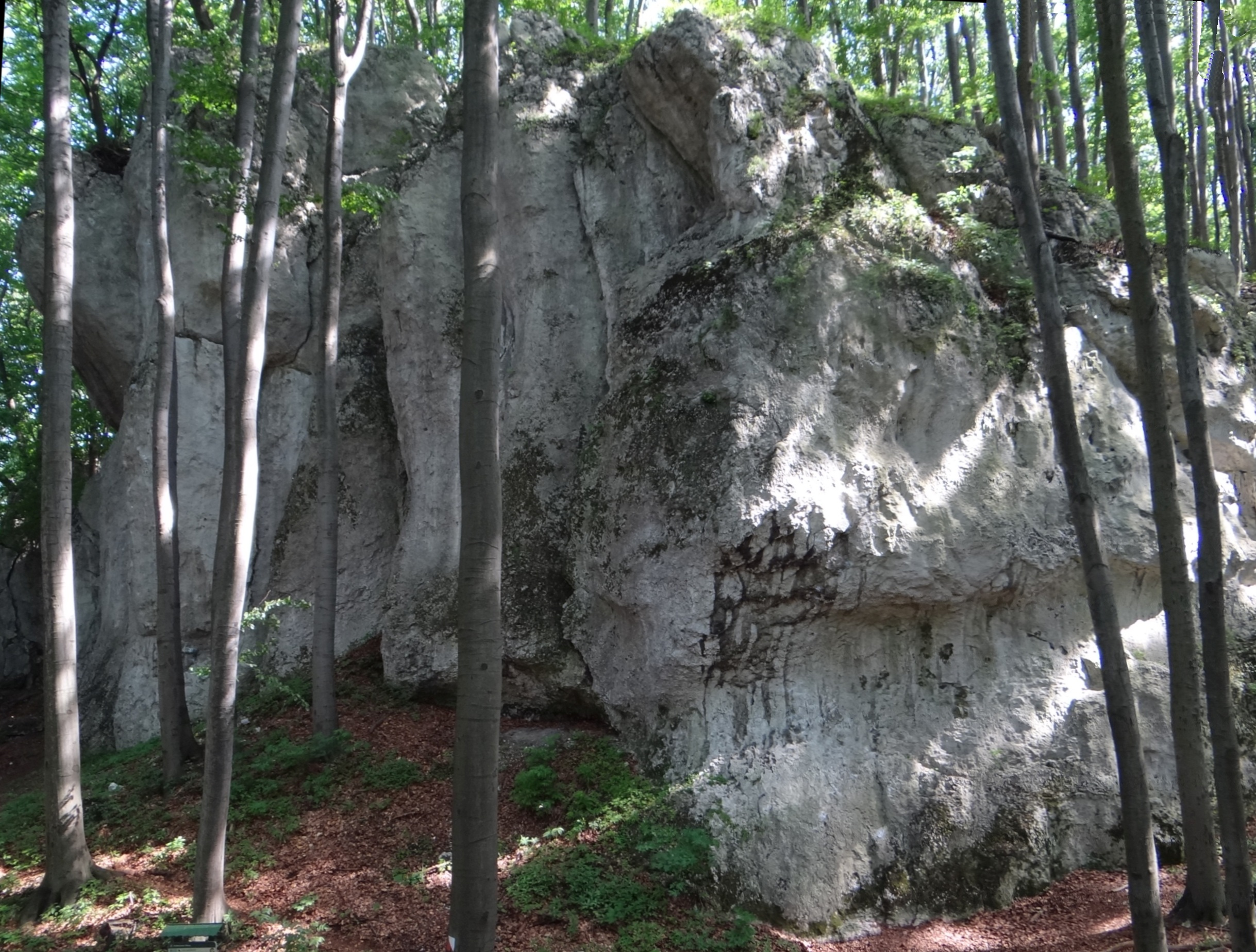

Boczny Mur – skała w rezerwacie przyrody Pazurek w pobliżu kolonii Pazurek w województwie małopolskim, w powiecie olkuskim, w gminie Olkusz. Znajduje się na Wyżynie Olkuskiej będącej częścią Wyżyny Krakowsko-Częstochowskiej.
Znajduje się w środkowej części rezerwatu, w grupie Zubowych Skał. Od czasu utworzenia rezerwatu wspinaczka na nich została zabroniona. 14 czerwca 2019 roku przywrócono możliwość wspinania się na Zubowych Skałach.
Boczny Mur to zbudowana ze skalistego wapienia skała o wysokości do 12 m. Znajduje się po zachodniej stronie ścieżki dydaktycznej po rezerwacie Pazurek. 

## Drogi wspinaczkowe
Są na nim 2 drogi wspinaczkowe o trudności V i VI+ w skali krakowskiej, oraz 1 projekt. Trudniejsza z dróg ma stałe punkty asekuracyjne: 2 ringi (r) i stanowisko zjazdowe (st).
1. Ryska; V, 18 m
2. Projekt; V, 1r + 1s, 12 m
3. Balkonik; VI+, 2r + st, 12 m[1].